# معاهده سالومون–لوزانو

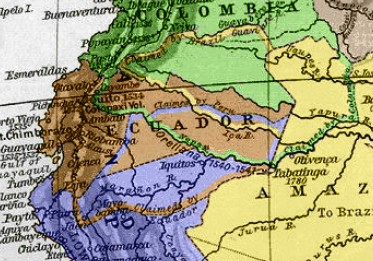
نقشه معاهده سالومون-لوزانو

معاهده سالومون-لوزانو (انگلیسی: Salomón–Lozano Treaty) را نمایندگان کلمبیا و پرو در ژوئیه ۱۹۲۲ امضا کردند و چهارمین معاهدهٔ بین دو کشور بر سر مناقشات ارضی در منطقهٔ آمازون علیا بود. هدف این معاهده این بود که اختلافات دو کشور را به شکلی جامع حل کند.
در پی این معاهده، مرز بین دو کشور در راستای رود پوتوماجو تعیین شد و کلمبیا ادعای پرو را بر مالکیت بر آمازون در غرب اکوادور به رسمیت شناخت.